# Leyland P76
O  Leyland P76 foi um sedan esportivo muscle car de grande porte fabricado pela British Motor Corporation.